# Aussois
Aussois település Franciaországban, Savoie megyében. Lakosainak száma 682 fő (2022. január 1.). Aussois Avrieux, Pralognan-la-Vanoise, Villarodin-Bourget és Val-Cenis községekkel határos.

## Népesség
A település népességének változása:
| Lakosok száma | 633  | 659  | 696  | 679  | 691  | 698  | 693  | 687  | 682  |
|               | 2013 | 2015 | 2016 | 2017 | 2018 | 2019 | 2020 | 2021 | 2022 |